# قشلاق قراوغلی جبار
قشلاق قراوغلی جبار یک روستا در ایران است که در استان اردبیل واقع شده‌است. قشلاق قراوغلی جبار ۱۰۲ نفر جمعیت دارد.